# St. Johann Baptist (Vicht)

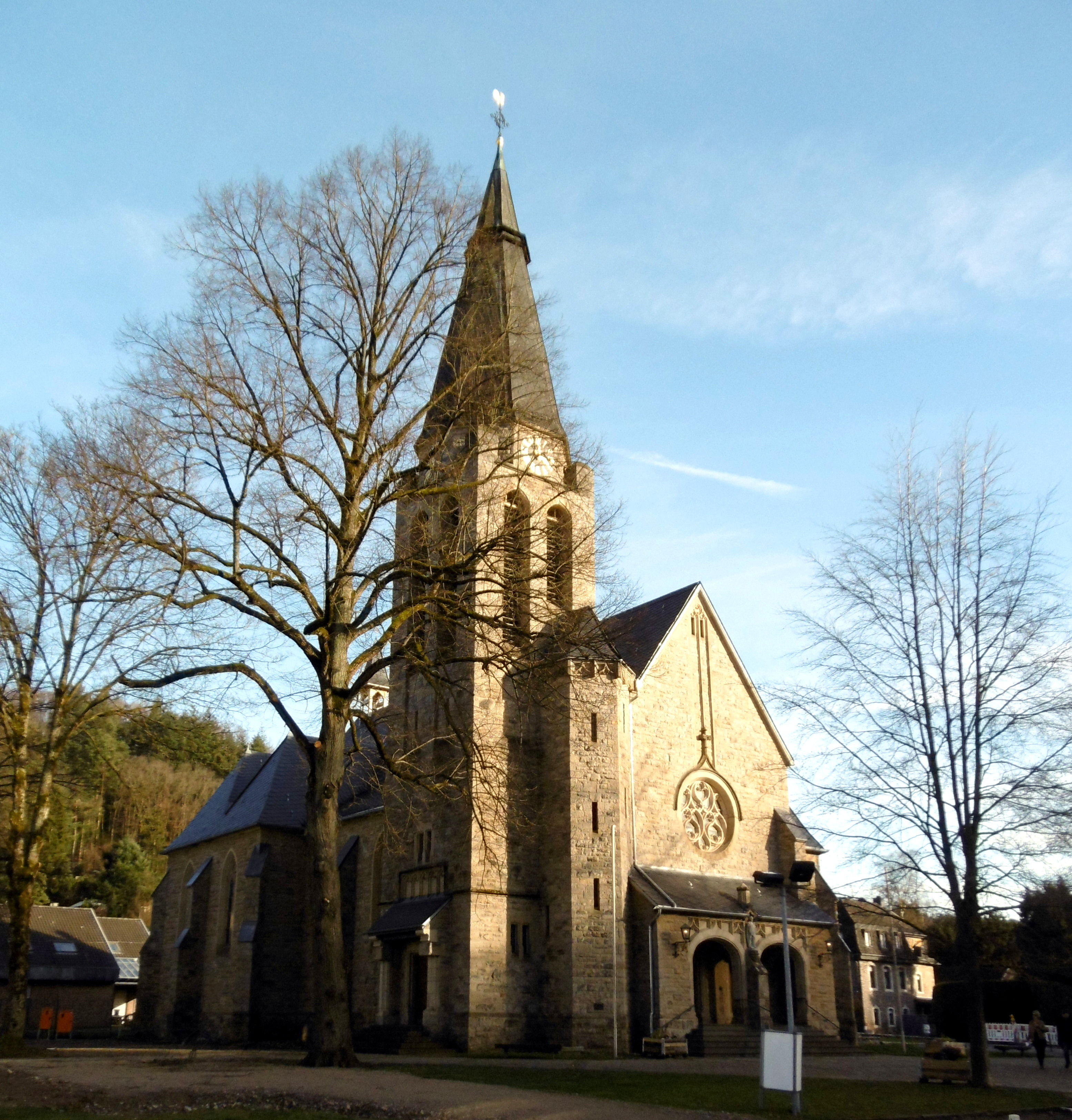
St. Johann Baptist in Vicht

St. Johann Baptist ist die römisch-katholische Pfarrkirche des Stolberger Stadtteils Vicht in der Städteregion Aachen in Nordrhein-Westfalen.
Die Kirche ist dem Patronat des hl. Johannes des Täufers anvertraut.

## Lage
Das Kirchengebäude befindet sich im nördlichen Teil von Vicht an der Eifelstraße (L 238) zwischen den Einmündungen der Kranzbergstraße und der Rumpenstraße. Gegenüber auf der anderen Straßenseite der Eifelstraße befindet sich eine Grünanlage mit der Johanneskapelle, die einen Überrest der alten Pfarrkirche darstellt.

## Geschichte
Eigenständige Pfarrei wurde Vicht am 11. Juli 1694. Zuvor gehörte der Ort als Filiale zur weit ausgedehnten Pfarre Lendersdorf. Vicht besaß auch bis ins 17. Jahrhundert hinein keine eigene Kirche. Erst auf Betreiben des Wehrmeisters Theodor von Leers wurde zwischen 1672 und 1676 die erste Kirche errichtet. 
Zwischen dem 1. März 1804 und dem 14. September 1805 gehörte Mausbach zur Pfarre Vicht, wurde dann jedoch zur Pfarre erhoben. Zugleich kam Vicht an das neu gegründete Bistum Aachen. Da das Bistum 1825 wieder aufgelöst worden war, kam die Pfarre an das Erzbistum Köln, zu dem sie auch vorher gehörte. Seit 1930 gehört Vicht wieder zum neu gegründeten Bistum Aachen.

## Baugeschichte
Das erste Gotteshaus von Vicht wurde zwischen 1672 und 1676 auf Betreiben des Wehrmeisters Theodor von Leers erbaut. Der erste Gottesdienst konnte am 20. April 1676 gefeiert werden. Zwischen 1849 und 1853 wurde die Kirche erweitert. Da die Bausubstanz mangelhaft war, entschied man sich Anfang des 20. Jahrhunderts für einen Kirchenneubau gegenüber der bisherigen Pfarrkirche. Der Aachener Architekt Franz Wildt wurde mit den Planungen beauftragt und am 25. Juni 1911 fand die feierliche Grundsteinlegung statt. Bis Sommer 1912 konnte die neue Pfarrkirche fertiggestellt werden, sodass am 18. August 1912 die erste Heilige Messe im neuen Gotteshaus gelesen werden konnte. Die feierliche Kirchweihe fand vier Jahre später am 23. Juli 1916 statt.
Die Alte Pfarrkirche blieb zunächst bestehen und wurde nicht abgerissen. Erst 1964 wurde das Kirchenschiff aus 1849/53 niedergelegt, sodass heute nur noch der alte Chor und die Sakristei aus 1672/76 als Johanneskapelle erhalten sind.
Im Zweiten Weltkrieg blieb die Pfarrkirche im Gegensatz zu den Kirchen der Nachbarorte weitestgehend von Zerstörungen und Beschädigungen verschont, sodass sie bis heute baulich unverändert erhalten geblieben ist.

## Baubeschreibung
St. Johann Baptist ist eine dreischiffige Hallenkirche aus Bruchstein im Baustil der Neugotik. Der dreigeteilte Westbau besteht aus dem dreigeschossigen Glockenturm, der dem nördlichen Seitenschiff vorgebaut ist, dem Mittelteil, in dem sich im unteren Bereich das zweigeteilte Hauptportal befindet und im oberen Bereich eine Rosette. Im Inneren nimmt dieser Teil die Orgelempore mit der Orgel auf. Vor dem Südlichen Seitenschiff befindet sich ein kleiner Kapellenraum. Im Osten schließt sich an den Westbau in vier Jochen das dreischiffige Langhaus an, welches von Kreuzrippengewölben und Netzgewölben überspannt wird. Während das südliche Seitenschiff im Osten gerade schließt, schließt das nördliche Seitenschiff mit einem fünfseitig geschlossenen Chor. Der Hauptchor im Osten des Mittelschiffs schließt ebenfalls mit einem fünfseitigen Chorschluss.

## Ausstattung
Von der ursprünglichen neugotischen Ausstattung sind nur die Kirchenbänke, ein Beichtstuhl, ein Maria-Hilf-Altar sowie die Altarmensa des ehemaligen Hochaltars erhalten geblieben. Die Steinmetzarbeiten der Altäre fertigte der Aachener Ewald Mies, Bruder des Architekten Ludwig Mies van der Rohe an. 
Die Orgel aus dem Jahr 1962 wurde von der Aachener Orgelbauanstalt Karl Bach angefertigt und besitzt 18 Register. Der Taufstein wurde aus der alten Kirche übernommen und ist eine Arbeit aus Blaustein aus dem Jahr 1694.
Erwähnenswert sind auch die Buntglasfenster im Kirchenschiff, die den Krieg überstanden haben. Sie wurden 1914 von der Linnicher Glasmalereiwerkstatt Dr. H. Oidtmann angefertigt und stellen Szenen aus dem Neuen Testament dar.

## Glocken
Im Glockenturm befinden sich vier Glocken. Die kleinste Glocke wurde von der Glockengießerei Otto 1912 gegossen und besteht aus Bronze. Die drei größeren Glocken sind aus Gussstahl und wurden 1923 vom Bochumer Verein gegossen.
| Nr. | Name | Durchmesser (mm) | Masse (kg, ca.) | Schlagton (HT-1/16) | Gießer                                          | Gussjahr |
| 1   | –    | 1260             | 770             | f′                  | Bochumer Verein für Gußstahlfabrikation, Bochum | 1923     |
| 2   | –    | 1100             | –               | as′                 | Bochumer Verein für Gußstahlfabrikation, Bochum | 1923     |
| 3   | –    | 950              | –               | b′                  | Bochumer Verein für Gußstahlfabrikation, Bochum | 1923     |
| 4   | –    | 500              | 70              | as″                 | Karl Otto, Fa. F. Otto, Hemelingen              | 1912     |

## Pfarrer
Folgende Priester wirkten bislang als Pfarrer an St. Johann Baptist:
- 1929–1950: Peter Oebbecke
- 1950–1959: Alexander Klein
- 1959–1977: Paul Piontek
- 1978–2007: Hans Doncks
- 2007–2025: Norbert Bolz[9]